# 唐怀瑟

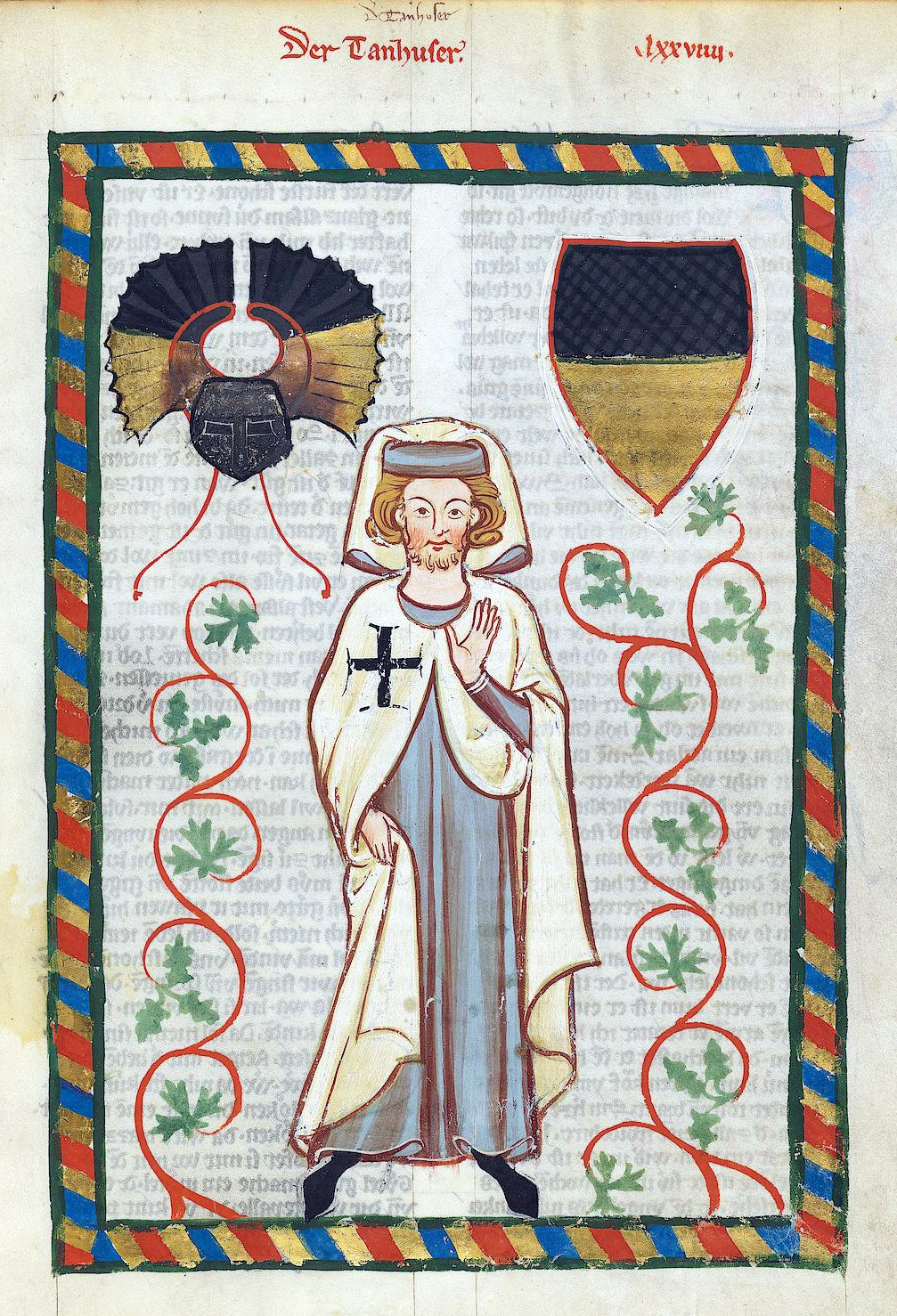
约1300年《馬內塞古抄本》中的唐怀瑟像

唐怀瑟（一译“汤豪舍”；德語：[ˈtanhɔʏ̯zɐ]；中古高地德語：Tanhûser），中世纪德国恋歌作家和诗人。除了已知其作品写于西元1245至1265年间之外，世人对其生平了解甚少。唐怀瑟可能曾在神圣罗马帝国皇帝腓特烈二世的宫廷中活动。在《馬內塞古抄本》中，他身着条顿骑士团的装束，这说明他可能参加过第五次十字军东征。